# 東洋町
東洋町（日语：／ Tōyō chō */?）是位於日本高知縣最東端的町。境內約90%的面積被山地覆蓋，野根川流經町内並往東注入太平洋，海岸地區則位於室戶阿南海岸國定公園的範圍內。當地人口主要集中在甲浦灣周邊與野根川的下游流域，國道55號則通過沿海地區的聚落。

## 地理
東洋町大部分地區被海拔200至500公尺的低矮山岳覆蓋，境內最高峰為海拔915.5公尺的高谷東山。東洋町受到黑潮影響，整體氣候較為溫暖。當地年均溫為16.8度，年均降雨量則為3405毫米。由於東洋町地處室戶半島上，因此經常受到颱風和梅雨的侵襲。

## 歷史

### 年表
- 1889年4月1日：實施町村制，現在的轄區在當時分屬：安藝郡甲浦村、野根村。
- 1916年4月1日：甲浦村改制為甲浦町。
- 1938年2月11日：野根村改制為野根町。
- 1959年7月1日：甲浦町和野根町合併為東洋町。

### 變遷表
| 1889年4月1日 | 1889年 - 1926年     | 1926年 - 1954年      | 1955年 - 1989年     | 1989年 - 現在       | 現在                |
| ------------ | ------------------- | -------------------- | ------------------- | ------------------- | ------------------- |
| 甲浦村       | 1916年4月1日 甲浦町 | 1916年4月1日 甲浦町  | 1959年7月1日 東洋町 | 1959年7月1日 東洋町 | 1959年7月1日 東洋町 |
| 野根村       | 野根村              | 1938年2月11日 野根町 | 1959年7月1日 東洋町 | 1959年7月1日 東洋町 | 1959年7月1日 東洋町 |

## 交通

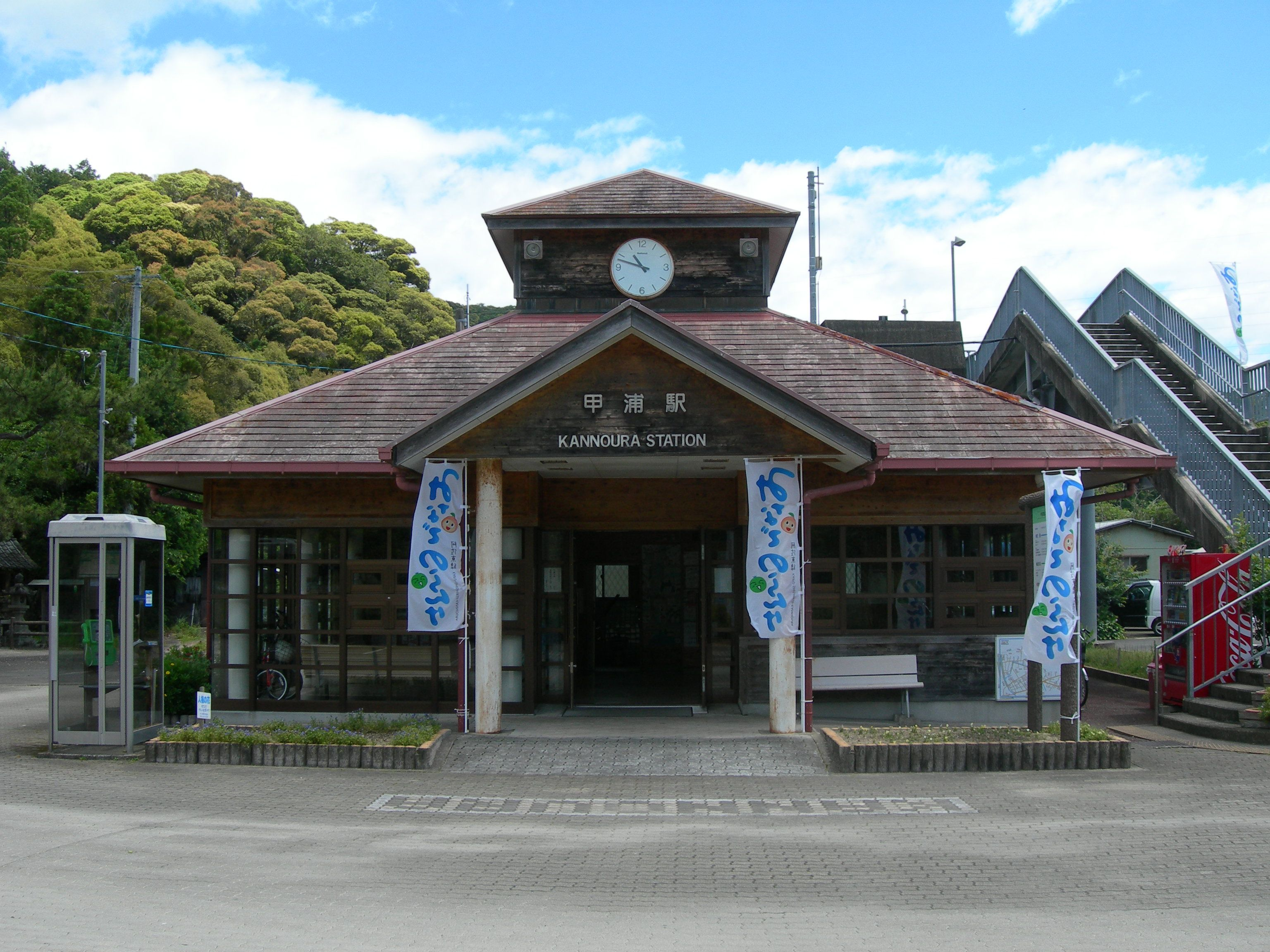
甲浦車站

### 鐵路
- 阿佐海岸鐵道
  - 阿佐東線：甲浦信號場

### 港灣
- 甲浦港：過去曾有渡輪網反大阪南港、高知港、足摺港，但現已停止營運

## 觀光資源
- 白濱海水浴場
- 生見海岸
- 甲浦八幡宮
- 五社神社
- 熊野神社
- 野根山街道

## 本地出身之名人
- 圓廣志：歌手、作曲家

## 外部連結
- （日語） 東洋町商工會 （页面存档备份，存于）